# Wildgößl
Wildgößl är en bergstopp i Österrike.   Den ligger i distriktet Liezen och förbundslandet Steiermark, i den centrala delen av landet, 190 km väster om huvudstaden Wien. Toppen på Wildgößl är 2 062 meter över havet, eller 210 meter över den omgivande terrängen. Bredden vid basen är 2,2 km.
Terrängen runt Wildgößl är varierad. Wildgößl ligger uppe på en höjd som går i öst-västlig riktning. Närmaste större samhälle är Bad Aussee, 14,4 km sydväst om Wildgößl. 
Trakten runt Wildgößl består i huvudsak av gräsmarker. Runt Wildgößl är det ganska glesbefolkat, med 25 invånare per kvadratkilometer.